# Ri Bjonggap
Ri Bjonggap (hangul: 리병갑, handzsa: 李兵甲?, RR: Ri Pyong-gap; 1947 (?) -) észak-koreai diplomata, hajdani cseh és szlovák nagykövet.
1989-ben a Külügyminisztérium szakaszvezetőjévé léptették elő, 1995-ben igazgató-helyettesévé. 1998-ban a Legfelsőbb Népgyűlés tagja lett.
2000-es évek elejétől Észak-Korea pozsonyi ügyvivője, 2004-től hazája képviselője Csehországban és Szlovákiában egyaránt. 2011-ben. 7 évnyi munka után leváltották, és visszatért Észak-Koreába, utódjául Ri Gvangil (Ri Kwang-il)t jelölték ki.